# William Willett
William Henry Willett (Farnham, Reino Unido, 10 de agosto de 1856 - Chislehurst, antiguo condado de Kent, 4 de marzo de 1915) fue un constructor inglés, impulsor del horario de verano en el Reino Unido.

## Biografía
Willett nació en Farnham, Reino Unido y estudió en la escuela filológica St. Marylebone Grammar School en Londres. Después de una breve experiencia comercial comenzó a trabajar en la empresa de construcción de su padre, la Willett Building Services. Entre ambos se ganaron la reputación de "Willett, constructor de casas de calidad" en suburbios que posteriormente se convirtieron en zonas acomodadas de Londres y al sur de la ciudad, incluyendo Chelsea, Hampstead y Hove. La empresa de su padre en un principio construyó las primeras casas ubicadas en Camden Park Road, contratando a respetados arquitectos de la época. Al trabajar juntos en obras más grandes implementaron el uso del ladrillo que fabricaban en su filial Willett Brickworks, tanto en la estructura como de forma externa con marcadas líneas ornamentales y el aprovechamiento al máximo de la luz natural a través de grandes ventanas, inspirados en el estilo victoriano. Crearon varios complejos en Belsize Park, Sloane Square, Kensington Palace Gardens y Grosvenor Square con este modelo.
Vivió la mayor parte de su vida en Chislehurst, Kent. Se dice que después de montar a caballo en Petts Wood, cerca de su casa, temprano, una mañana de verano y notar cómo muchas persianas seguían bajadas a esas horas, tuvo la idea de crear el horario de verano. Además de que se podía crear la percepción de que los días eran más largos al aprovechar la luz solar en las actividades de las tardes, ya que también le afectaba el horario regular en sus propias partidas de golf.
Esta no era la primera vez que la idea de adaptar la luz a las horas del día se había debatido, pues era muy común en el mundo antiguo y Benjamin Franklin había resucitado la idea en una alegre sátira en 1784. Aunque la sugerencia de Franklin era simplemente que la gente debía levantarse más temprano en verano, a la hora en la que empezaba a amanecer, con frecuencia se le atribuye erróneamente la invención del horario de verano.
Utilizando sus propios recursos financieros, Willett publicó un folleto llamado El derroche de luz solar (The Waste of Daylight) en 1907. En él se proponía que los relojes debían ser adelantados 80 minutos en verano. Esto haría que las tardes tuvieran luz durante más tiempo y permitiría ahorrar 2,5 millones de libras en gastos de iluminación. Willett sugirió que los relojes fueran adelantados 20 minutos a las 2 de la madrugada de los domingos sucesivos de abril, y que fueran atrasados en la misma cantidad los domingos de septiembre.

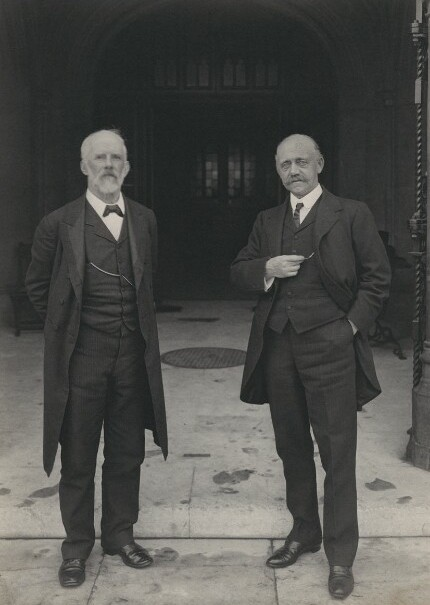
William Willett (derecha) junto a Sir Robert Pearce (izquierda) en una de las entradas al parlamento británico, 1909.

Gracias a una campaña vigorosa (desde 1907 a 1914 se hicieron diecinueve ediciones del panfleto traducido a varios idiomas), Willett logró el apoyo de un miembro del Parlamento Británico, el liberal Sir Robert Pearce (1840-1922), quien hizo su parte al realizar su primer intento en marzo de 1908 en la Cámara de los Comunes, y donde fueron también rechazados sus esfuerzos entre 1909 donde un joven Winston Churchill lo promovió por un tiempo, y la idea fue examinada de nuevo por un comité parlamentario pero volvió a ser rechazada durante varios años hasta el estallido de la Primera Guerra Mundial, que hizo que se hablara más de la idea debido a la necesidad de ahorrar carbón. Alemania y Austria ya habían comenzado a ahorrar energía desde el 30 de abril de 1916, adelantando los relojes una hora  cuando el proyecto de Ley de horario de verano (Summer Time Act) propuesto por Willett fue aprobado en Gran Bretaña el 17 de mayo de 1916. El siguiente domingo, 21 de mayo, los relojes se adelantaron oficialmente una hora, lo que fue considerado una medida de incremento de la producción en tiempo de guerra bajo la Ley para la defensa del reino (Defence of the Realm Act) de 1914. Así se contabilizó el Primer día del horario de verano británico (BST) y posteriormente otros países europeos como Bélgica, Dinamarca, Francia, Italia, Luxemburgo, Países Bajos, Noruega, Portugal, Suecia y Turquía decidieron seguir el ejemplo.
William Willett no vivió para ver su propuesta convertida en ley, ya que murió de gripe en 1915 a la edad de 58 años.
Tras varias extensiones y modificaciones en período de guerra, en agosto de 1925 finalmente recibió el definitivo consentimiento real vigente, que también fue importante para la época de la Segunda Guerra Mundial.
En 1972 se creó la British Summer Time Act. Para el transcurso del siglo XXI, en el año 2002, los países dentro de la Unión Europea acordaron la adopción oficial de esta ley y aún se mantiene en constante revisión, con algunas opiniones desfavorables en países que históricamente tienen representantes críticos de esta medida desde el momento de su creación, como por ejemplo su país de origen Inglaterra, o Escocia.

### Monumentos conmemorativos

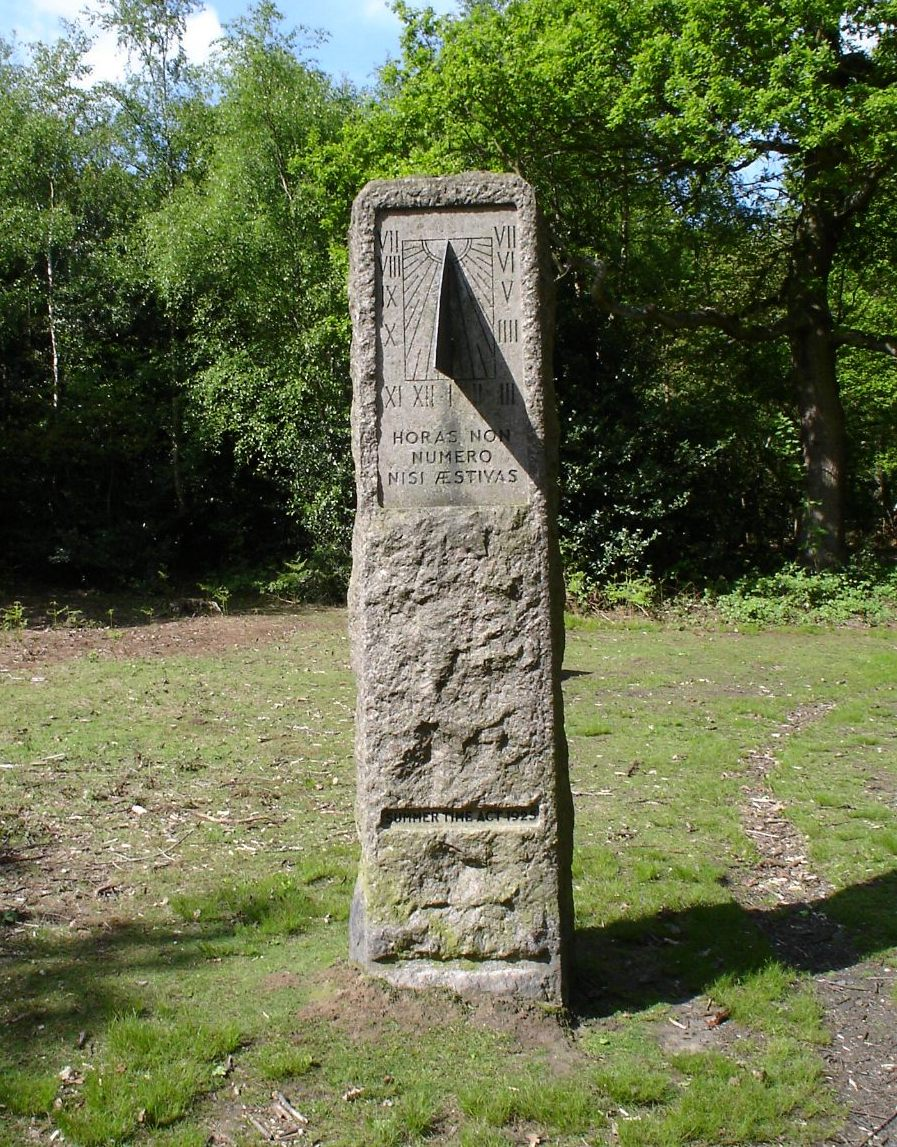
El reloj de sol en Petts Wood en memoria de William Willett, revelado el 21 de mayo de 1927.

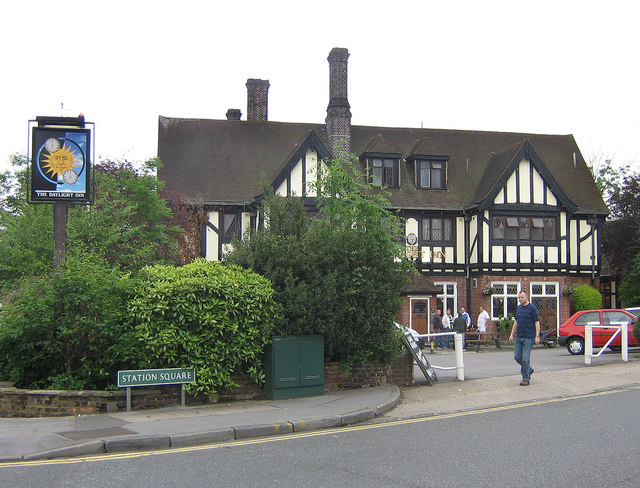
El pub Daylight Inn.

En el año 1927 se donaron al público los 87 acres en Petts Wood donde se cree que Willett tuvo su idea, en el bosque existe un reloj de sol que muestra de forma permanente el horario de verano con la inscripción en latín: «Horas non numero nisi æstivas» que significa "Sólo cuento las horas de verano", además de un pub abierto desde 1935 llamado The Daylight Inn y la calle Willett Way, en Orpington. Su antigua casa en el término municipal de Londres (Chislehurst) está marcada con una placa azul ("blue plaque") de la English Heritage y una placa verde ("green plaque") en otra de las casas donde habitó desde 1882 a 1894 con su primera esposa, en la avenida Crescent Acton, Mill Hill Park.

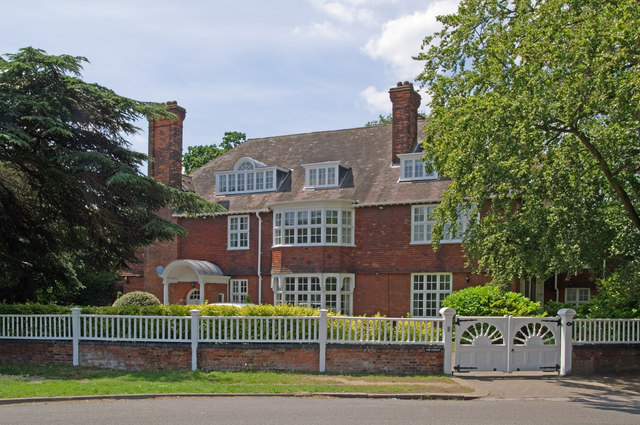
Actual casa The Cedars en Chislehurst, donde vivió Willett desde 1894 hasta su muerte. Estaba ubicada en Camden Place, que compró en 1890 y donde se construyeron otras obras de su empresa.

Está enterrado junto a su segunda esposa en el patio de la iglesia St. Nicholas en Chislehurst, Gran Londres pero también existe un memorial dedicado a su familia, que se encuentra en el patio de la iglesia St. Wulfran, Ovingdean.

## Familia
Willett se casó por primera vez en 1879 con Maria Mills (c. 1858-1905) y tuvieron como hijos a:
- Gertrude Maria Willett (c. 1881-fallecida).

- Constance Muriel Willett (c. 1882-1937), quien se casó con el Reverendo Charles Inchbald Radford (c. 1871-1944).

- Herbert William M. Willett (c. 1884-1917).

- Cicely Gwendoline Willett (c. 1887-fallecida).

- Dorothy Ermyntrude Willett (c. 1890-fallecida).

- Gladys Evelyn Willett (c. 1892-fallecida).

- Basil Rupert Willett (c. 1896-1966).

Después de enviudar, se casó en 1910 en Christchurch con Florence Mary Ann Strickland (nacida Florence Rose Stickland en 1883 en Fishbourne, Isle of Wight—fallecida en 1957—). Tuvieron una hija:
- Joan I. Willett (c. 1911-fallecida).

Willett es uno de los tatarabuelos de Chris Martin, vocalista del grupo Coldplay.